# Леандро Дамиан
Леа́ндро Дамиа́н да Си́лва дос Са́нтос (порт.-браз. Leandro Damião da Silva dos Santos; род. 22 июля 1989, Жардин-Алегри, штат Парана), более известный как Леандро Дамиан, — бразильский футболист, нападающий клуба «Коритиба». Выступал за сборную Бразилии.

## Биография

### Клубная карьера
В августе 2010 года Дамиан помог своей команде выиграть Кубок Либертадорес, забив гол в ворота «Гвадалахары». Это был первый крупный титул в его карьере.
2011 год стал поистине звёздным для Леандро Дамиана. Он выиграл чемпионат штата Риу-Гранди-ду-Сул, став его лучшим игроком и бомбардиром с 17-ю мячами.
11 июля 2011 года появилась информация о том, что английский клуб «Тоттенхэм» купил Леандро Дамиана и согласно договору, форвард перейдёт в «Тоттенхэм» только в следующем сезоне. На таком условии настоял президент бразильского клуба Джованни Луиджи. Позже сам Луиджи смог удержать форварда в «Интернасьонале» и Леандро Дамиан подписал новый контракт сроком на 5 лет.
21 августа 2011 года в матче 18-го тура чемпионата Бразилии забил гол ударом через себя в ворота «Фламенго». В этом же матче пяткой отдал голевой пас на Индио. За этот гол он удостоился похвалы от Роналдо.
Во второй финальной игре Рекопы Южной Америки оформил дубль, обеспечив «Колорадос» победу. Он был признан лучшим игроком матча.
В матче 23-го тура чемпионата Бразилии Дамиан оформил хет-трик в ворота «Палмейраса».
21 сентября в матче 25-го тура чемпионата Бразилии получил травму задней части бедра и выбыл на срок около месяца, тем самым, пропустив три товарищеских матча «Селесао»: с Аргентиной, Мексикой и Коста-Рикой.
В ноябре 2011 года донецкий «Шахтёр» предложил 40 млн евро за трансфер Дамиана.
13 марта 2012 года в матче Кубка Либертадорес оформил хет-трик в ворота боливийского «Стронгеста».
16 декабря 2013 года после плохого сезона в «Интернасьонале» (только 13 голов в почти 50 матчах) Дамиан перешёл в «Сантос» примерно за 13 млн евро. В качестве игрока «Сантоса» был представлен 9 января 2014 года. Дамиан дебютировал за «Сантос» 6 февраля 2014 года в матче против «Атлетико Линенсе», игра закончилась со счетом 2-1 в пользу «Сантоса». Несмотря на 5 голов в 13 матчах за «Сантос», Дамиан был подвержен критике журналистами за отсутствие гибкости и темпа, плюс его неспособности забивать на регулярной основе.
В январе 2016 года, отыграв в аренде сезон в «Крузейро», Дамиан и «Сантос» после некоторых судебных разбирательств договорились о досрочном расторжении контракта. 4 февраля 2016 года игрок подписал контракт с испанским «Бетисом» в качестве свободного агента. Договор рассчитан на полгода с возможностью продления ещё на год в случае достижения спортивных результатов.
Сыграл всего три матча за шесть месяцев, «Бетис» и игрок решили не продлевать контракт.
16 июля 2016 года перешёл на правах свободного агента во «Фламенго». Контракт подписан сроком на один год.

### Клубная статистика
По состоянию на 21 августа 2016 года
| Выступление      | Выступление      | Выступление      | Лига | Лига | Кубки | Кубки | Кубки КОНМЕБОЛ | Кубки КОНМЕБОЛ | Прочие | Прочие | Итого | Итого |
| Клуб             | Лига             | Сезон            | Игры | Голы | Игры  | Голы  | Игры           | Голы           | Игры   | Голы   | Игры  | Голы  |
| ---------------- | ---------------- | ---------------- | ---- | ---- | ----- | ----- | -------------- | -------------- | ------ | ------ | ----- | ----- |
| Интернасьонал    | Серия А          | 2010             | 25   | 7    | 0     | 0     | 1              | 1              | 1      | 0      | 27    | 8     |
| Интернасьонал    | Серия А          | 2011             | 28   | 14   | 0     | 0     | 10             | 7              | 15     | 20     | 53    | 41    |
| Интернасьонал    | Серия А          | 2012             | 19   | 7    | 0     | 0     | 10             | 6              | 14     | 11     | 43    | 24    |
| Интернасьонал    | Серия А          | 2013             | 26   | 5    | 5     | 0     | 0              | 0              | 17     | 8      | 48    | 13    |
| Интернасьонал    | Итого            | Итого            | 98   | 33   | 5     | 0     | 21             | 14             | 55     | 43     | 179   | 90    |
| Сантос           | Серия А          | 2014             | 26   | 6    | 5     | 0     | 0              | 0              | 13     | 5      | 44    | 11    |
| Сантос           | Итого            | Итого            | 26   | 6    | 5     | 0     | 0              | 0              | 13     | 5      | 44    | 11    |
| Крузейро→        | Серия А          | 2015             | 23   | 4    | 0     | 0     | 9              | 4              | 12     | 9      | 44    | 17    |
| Крузейро→        | Итого            | Итого            | 23   | 4    | 0     | 0     | 9              | 4              | 12     | 9      | 44    | 17    |
| Реал Бетис       | Примера          | 2015/16          | 3    | 0    | 0     | 0     | 0              | 0              | 0      | 0      | 3     | 0     |
| Реал Бетис       | Итого            | Итого            | 3    | 0    | 0     | 0     | 0              | 0              | 0      | 0      | 3     | 0     |
| Фламенго         | Серия А          | 2016             | 2    | 1    | 0     | 0     | 0              | 0              | 0      | 0      | 2     | 1     |
| Фламенго         | Итого            | Итого            | 2    | 1    | 0     | 0     | 0              | 0              | 0      | 0      | 2     | 1     |
| Всего за карьеру | Всего за карьеру | Всего за карьеру | 152  | 44   | 10    | 0     | 30             | 18             | 80     | 57     | 272   | 119   |

### Международная карьера
27 марта 2011 года Дамиан дебютировал за национальную сборную страны в матче со сборной Шотландии, в котором бразильцы выиграли со счетом 2:0. Он был вызван вместо Алешандре Пато (другого воспитанника «Интернасьонала»), который получил травму в игре за клуб «Милан».
5 сентября 2011 года Дамиан забил свой первый гол за сборную, поразив ворота Ганы.
15 сентября в матче с Аргентиной исполнил «ламбрету», перебросив мяч через защитника Эмилиано Папа. Зрители на трибунах, в основном аргентинцы, аплодировали ему за столь зрелищный финт.
| Матчи Дамиана за сборную Бразилии | Матчи Дамиана за сборную Бразилии | Матчи Дамиана за сборную Бразилии | Матчи Дамиана за сборную Бразилии | Матчи Дамиана за сборную Бразилии | Матчи Дамиана за сборную Бразилии | Матчи Дамиана за сборную Бразилии |
| №                                 | Дата                              | Место проведения                  | Оппонент                          | Счёт                              | Голы                              | Соревнование                      |
| --------------------------------- | --------------------------------- | --------------------------------- | --------------------------------- | --------------------------------- | --------------------------------- | --------------------------------- |
| 1                                 | 27 марта 2011                     | Лондон                            | Шотландия                         | 2:0                               | —                                 | Товарищеский матч                 |
| 2                                 | 4 июня 2011                       | Гояния                            | Нидерланды                        | 0:0                               | —                                 | Товарищеский матч                 |
| 3                                 | 5 сентября 2011                   | Лондон                            | Гана                              | 1:0                               | 1                                 | Товарищеский матч                 |
| 4                                 | 15 сентября 2011                  | Кордова                           | Аргентина                         | 0:0                               | —                                 | Кубок Рока                        |
| 5                                 | 28 февраля 2012                   | Санкт-Галлен                      | Босния и Герцеговина              | 2:1                               | —                                 | Товарищеский матч                 |
| 6                                 | 26 мая 2012                       | Гамбург                           | Дания                             | 3:1                               | —                                 | Товарищеский матч                 |
| 7                                 | 31 мая 2012                       | Вашингтон                         | США                               | 4:1                               | —                                 | Товарищеский матч                 |
| 8                                 | 3 июня 2012                       | Даллас                            | Мексика                           | 0:2                               | —                                 | Товарищеский матч                 |
| 9                                 | 9 июня 2012                       | Нью-Джерси                        | Аргентина                         | 3:4                               | —                                 | Товарищеский матч                 |
| 10                                | 15 августа 2012                   | Стокгольм                         | Швеция                            | 3:0                               | 1                                 | Товарищеский матч                 |

| Матчи Дамиана за сборную Бразилии до 23 лет | Матчи Дамиана за сборную Бразилии до 23 лет | Матчи Дамиана за сборную Бразилии до 23 лет | Матчи Дамиана за сборную Бразилии до 23 лет | Матчи Дамиана за сборную Бразилии до 23 лет | Матчи Дамиана за сборную Бразилии до 23 лет | Матчи Дамиана за сборную Бразилии до 23 лет |
| №                                           | Дата                                        | Место проведения                            | Оппонент                                    | Счёт                                        | Голы                                        | Соревнование                                |
| ------------------------------------------- | ------------------------------------------- | ------------------------------------------- | ------------------------------------------- | ------------------------------------------- | ------------------------------------------- | ------------------------------------------- |
| 1                                           | 20 июля 2012                                | Мидлсбро                                    | Великобритания (до 23)                      | 2:0                                         | —                                           | Товарищеский матч                           |
| 2                                           | 27 июля 2012                                | Кардифф                                     | Египет (до 23)                              | 3:2                                         | 1                                           | Летние Олимпийские игры 2012                |
| 3                                           | 1 августа 2012                              | Ньюкасл-апон-Тайн                           | Новая Зеландия (до 23)                      | 3:0                                         | 1                                           | Летние Олимпийские игры 2012                |
| 4                                           | 4 августа 2012                              | Ньюкасл-апон-Тайн                           | Гондурас (до 23)                            | 3:2                                         | 2                                           | Летние Олимпийские игры 2012                |
| 5                                           | 7 августа 2012                              | Манчестер                                   | Южная Корея (до 23)                         | 3:0                                         | 2                                           | Летние Олимпийские игры 2012                |
| 6                                           | 11 августа 2012                             | Лондон                                      | Мексика (до 23)                             | 1:2                                         | —                                           | Летние Олимпийские игры 2012                |

## Интересные факты
Дамиан известен своим умением выполнять редкий футбольный финт «Ламбрета».

## Достижения

### Командные
Сборная Бразилии
- Обладатель Кубка Рока: 2011

 «Интернасьонал»
- Обладатель Кубка Либертадорес: 2010
- Победитель чемпионата штата Риу-Гранди-ду-Сул (2): 2011, 2012
- Обладатель Рекопы Южной Америки: 2011

«Кавасаки Фронтале»
- Чемпион японской Джей-лиги (2): 2020, 2021

### Личные
- Лучший бомбардир Лиги Гаушу (2): 2011, 2012
- Лучший игрок и нападающий Лиги Гаушу: 2011
- Обладатель премии Артура Фриденрайха: 2011
- Лучший бомбардир Олимпийских игр: 2012